# Cultura Vinča

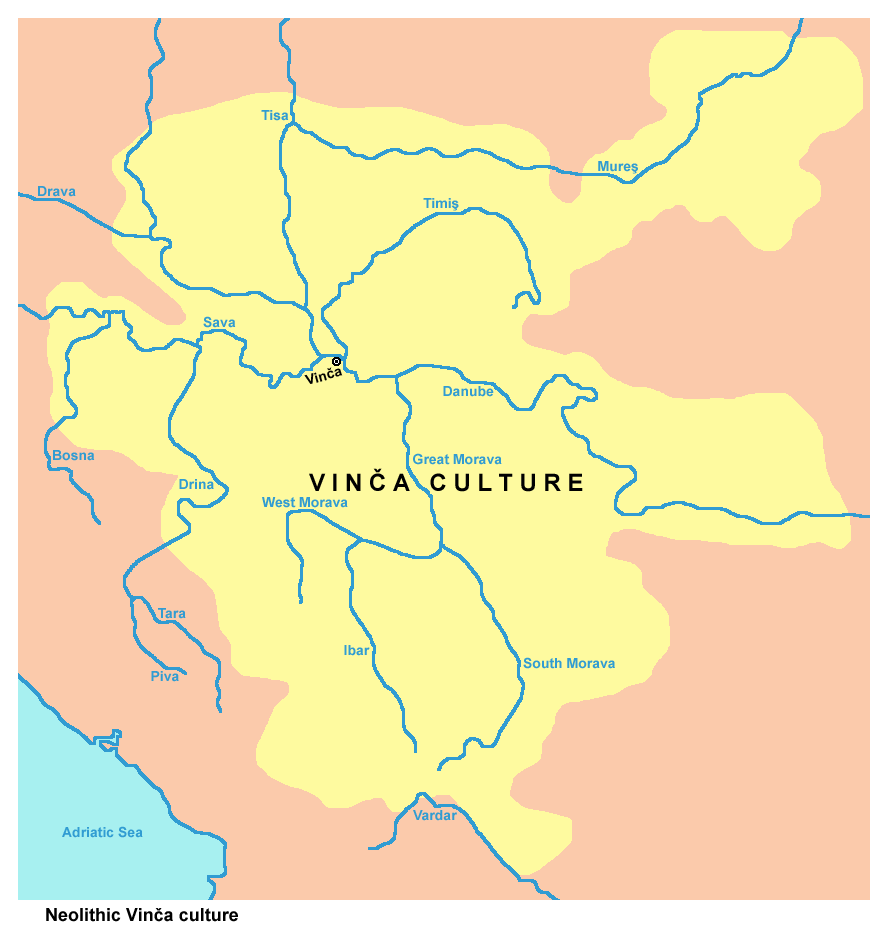

Cultura Vinča, cunoscută și sub numele de Cultura Turdaș sau Cultura Turdaș - Vinča, a reprezentat o cultură arheologică neolitică în Serbia de astăzi și părți mai mici ale Bulgariei și României (în special Transilvania), datează din perioada 5700 - 4500 î.Hr. sau 5300 - 4700 - 4500 î.Hr.
Numit pentru situl său tip, Vinča-Belo Brdo, o așezare mare cunoscută descoperită de arheologul sârb Miloje Vasić în 1908, ea reprezintă rămășițele materiale ale unei societăți preistorice, caracterizată în principal de modelul de așezare și de comportamentul ritual. Tehnologia agricolă introdusă pentru prima dată în regiune în timpul primului neolitic temperat, a fost dezvoltată în continuare de cultura Vinča, alimentând boom-ul populației și producând unele dintre cele mai mari așezări din Europa preistorică. Aceste așezări au păstrat un nivel ridicat de uniformitate culturală prin schimbul de obiecte ritualice pe distanțe lungi, dar probabil nu au fost unificate politic. Diferitele stiluri de figurine zoomorfe și antropomorfe sunt semne distinctive ale culturii, precum și simbolurile Vinča, pe care unele presupuneri o reprezintă cea mai veche formă de proto-scris. Deși nu a fost considerată convențional ca parte a perioadei calcolite sau a "epocii de cupru", cultura Vinča oferă cel mai vechi exemplu cunoscut de metalurgie a cuprului.

## Geografia și demografia
Cultura Vinča a ocupat o regiune din sud-estul Europei (adică Balcanii), care corespunde în principal Serbiei moderne (cu Kosovo), dar și unor părți din România, Bulgaria, Bosnia, Muntenegru, Macedonia de Nord și Grecia.
Această regiune fusese deja soluționată de societățile agricole din primul Neolitic temperat, dar în timpul perioadei Vinča creșterea susținută a populației a dus la un nivel fără precedent al dimensiunii și densității așezărilor, împreună cu populația zonelor care au fost ocolite de coloniștii anteriori.
Localitățile din Vinča au fost considerabil mai mari decât orice altă cultură europeană contemporană, în unele cazuri depășind orașele de la Marea Egee și din perioada veche a Bronzului de Est, un mileniu mai târziu. Unul dintre cele mai mari situri a fost Vinča-Belo Brdo (o suburbie din Belgrad, Serbia), care a acoperit 29 de hectare și avea până la 2.500 de locuitori.
Densitatea populației timpurii a localității Vinča a fost de 50 - 200 locuitori pe hectar, în fazele ulterioare a fost o medie de 50 - 100 de persoane pe hectar. Situl de la Divostin a fost ocupată de două ori între anii 4900 - 4650 î. Hr., iar o estimare bazată pe 17 case sugerează că, având în vedere o durată de viață pe locuință de 56 de ani, în această perioadă s-au construit 1.028 de case, cu o mărime a populației finale estimate între 868 și 2.864.
O altă aşezare de mari dimensiuni a fost Stubline, care între 4850 - 4800 î.Hr. poate să fi avut o populație maximă de 4.000 de locuitori. Localitatea Parța poate să fi avut în aceeași perioadă un număr de 1.575 de locuitori.

## Cronologia
Originile culturii Vinča sunt dezbătute. Înainte de apariția datării cu Carbon 14 s-a crezut, pe baza asemănărilor tipologice, că Vinča și alte culturi neolitice aparținând complexului "Îmbrăcăminte închisă" au fost produsul migrațiilor din Anatolia în Balcani.
Acest lucru a trebuit să fie reevaluat în lumina datelor radiocarbonice care au arătat că complexul Dark Burnished Ware a apărut cel puțin un mileniu înainte de Troia I, punctul de plecare presupus al migrației spre vest. O ipoteză alternativă în care cultura Vinča s-a dezvoltat local din cultura Starčevo precedentă - propusă inițial de către Colin Renfrew în 1969 - este acum acceptată de mulți cercetători, dar dovezile nu sunt concludente.

## Declinul
În faza sa ulterioară, centrul rețelei Vinča s-a mutat de la Vinča-Belo Brdo la Vršac, iar schimburile pe distanțe lungi de arbori obsidian și Spondylus din Ungaria modernă și respectiv din Marea Egee au devenit mai importante decât cele ale figurinelor Vinča.
În cele din urmă, rețeaua a pierdut coeziunea totală și a decăzut. Este posibil ca, după două milenii de creștere intensivă, stresul economic cauzat de scăderea fertilității solului să fie parțial responsabil pentru acest declin.
Potrivit lui Marija Gimbutas, cultura Vinča a făcut parte din Europa veche - o cultură relativ omogenă, pașnică și matrifocală care a ocupat Europa în timpul neolitic. Conform acestei ipoteze, perioada sa de declin a fost urmată de o invazie a triburilor Proto-indo-europene războinice, de echitatie din stepa pontico-caspică.

## Economia

### Subzistența
Majoritatea locuitorilor din așezările de la Vinča ar fi fost ocupați cu furnizarea de alimente. Ei au practicat o economie de subzistență mixtă, în care agricultura, creșterea animalelor, vânătoarea și hrănirea au contribuit la dieta populației în creștere de la Vinča.

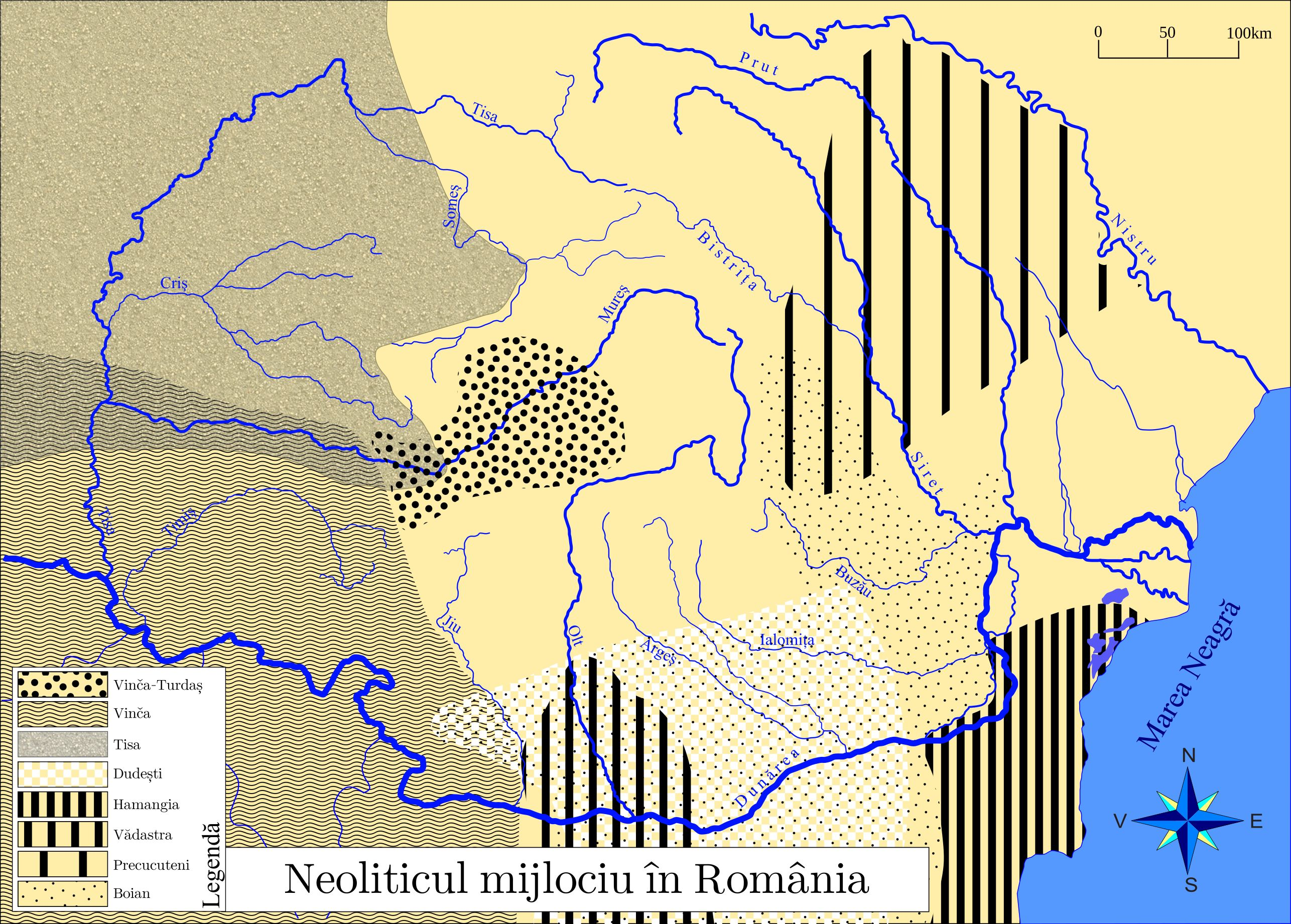
Arealul de răspândire a Culturii Vinča în România

În comparație cu culturile anterioare ale primului neolitic temperat (FTN), aceste practici au fost intensificate, cu o specializare crescândă a culturilor de cereale cu randament ridicat și a produselor secundare ale animalelor domestice, în concordanță cu densitatea crescută a populației. Agricultura din Vinča a introdus grâu comun, ovăz și in de țărm spre Europa temperată și a folosit mai mult orz decât culturile FTN. Aceste inovații au sporit randamentele culturilor și au permis fabricarea de haine fabricate din textile de plante, precum și produse de origine animală (adică piele și lână). Există dovezi indirecte că fermierii Vinča au folosit plugul condus de bovine, ceea ce ar fi avut un efect major asupra cantității muncii umane necesare pentru agricultură, precum și deschiderii unei noi suprafețe de teren pentru agricultură.
Multe dintre cele mai mari situri din Vinča ocupă regiuni dominate de tipuri de sol care ar fi necesitat aratul. Zonele cu potențial arabil mai puțin au fost exploatate prin pastoralism transhumant, în care grupurile din satele joase și-au mutat animalele spre zonele montane din apropiere pe o bază sezonieră. Bovinele erau mai importante decât ovinele și caprinele în efectivele de la Vinča și, în comparație cu culturile FTN, animalele erau din ce în ce mai ținute pentru lapte, piele și ca animale de pescaj, mai degrabă decât numai pentru carne. Deplasarea sezonieră în zonele montane a fost motivată și de exploatarea resurselor de piatră și minerale. În cazul în care acestea erau deosebit de bogate, s-au stabilit așezări permanente, care s-ar fi bazat mai mult pe pastoralism pentru subzistență.
Deși sa concentrat din ce în ce mai mult pe plantele și animalele domestice, economia de subzistență din Vinča a utilizat în continuare resursele alimentare sălbatice. Vânătoarea de căprioare, mistreți și aurochs, pescuitul crapului și somnului, colectarea cochiliei, fowling și hrănirea cerealelor sălbatice, fructe de pădure și fructe cu coajă lemnoasă au constituit o parte importantă a dietei la unele localități din Vinča. Acestea însă erau în minoritate; așezările au fost în mod invariabil localizate cu potențial agricol mai degrabă decât sălbatic, iar resursele sălbatice erau, de obicei, subexploatate, cu excepția cazului în care suprafața a scăzut în productivitatea arabilă.

### Industria
În general, producția meșteșugărească în cadrul rețelei Vinča a fost realizată la nivel de gospodărie; există puține dovezi pentru specializarea economică individuală.
Cu toate acestea, unele artefacte Vinča au fost realizate cu un nivel considerabil de îndemânare tehnică. O metodă în două etape a fost utilizată pentru a produce ceramică cu un finisaj lustruit, multi-color, cunoscut sub numele de "Black-topped" și "Rainbow Ware". Uneori, cinamarul pulverulent și limonitul au fost aplicate la lutul turnat pentru decorare.
Stilul îmbrăcămintei Vinča poate fi dedus din figurine reprezentate cu tunici cu gât deschis și fuste decorate. Stofa a fost țesută atât din in, cât și din lână (cu importanța inului în perioada Vinča), iar butoanele din coajă sau din piatră au fost de asemenea folosite.
Locul Vinča din Pločnik a produs cel mai vechi exemplu de instrumente de cupru din lume. Cu toate acestea, oamenii din rețeaua Vinča au practicat doar o formă de metalurgie timpurie și limitată. Minele de minereu au fost exploatate pe scară largă în locuri precum Rudna Glava, dar numai o fracțiune au fost topite și aruncate în artefacte metalice - și acestea erau mai degrabă ornamente și dulciuri decât unelte funcționale, care continuau să fie făcute din pietre cioplite, os și coarne.
Este probabil ca utilizarea primară a minereurilor minerale să fie în forma lor sub formă de pulbere, în producția de ceramică sau ca decorare corporală.

## Situri principale ale Culturii Vinča
- Belogradchik
- Crkvine
- Drenovac
- Gomolava
- Gornja Tuzla
- Pločnik
- Rudna Glava
- Selevac
- Tărtăria
- Turdaș
- Vinča-Belo Brdo
- Vratsa
- Vršac